# Joan Vilà i Ayats
|  | No s'ha de confondre amb Joan Vilà (músic). |

Joan Vilà i Ayats (Riumors, 10 de gener del 1886 - Granollers, 1981) va ser músic, fiscornaire, i compositor.

## Biografia
Inicià la seva formació musical amb l'Avi Xaxu i s'especialitzà en el fiscorn amb Antoni Agramont, que n'era un gran intèrpret. L'any 1900 fou admès en la Cobla-orquestra La Moderna Tossense, de Tossa de Mar, i mentre hi estigué estudià harmonia i composició amb l'organista de la parròquia de Sant Vicenç.
L'any 1904 es traslladà a viure a Granollers i hi tocà de fiscornaire en la Cobla-orquestra La Moderna i en la Cobla-orquestra La Catalana (1917-1922). Hom el requerí per ser fundador de la Cobla-orquestra Barcelona, que va liderar el mític tenora Albert Martí i Galceran, però s'estimà més fundar la seva pròpia formació, l'Orquestra Ayats que l'any 1927 va convertir en Cobla-orquestra, anomenant-se Cobla La Principal de Granollers quan feien Sardanes, i continuant amb la nomenclatura d'Orquestra Ayats quan feien Concert o Ball. En aquesta Cobla-orquestra hi van tocar dos dels seus fills: Miquel Vilà i Ferrer i Ramon Vilà i Ferrer. L'any 1946 va ser un dels fundadors de la Cobla-orquestra Montseny, de Tona, on hi tocà el fiscorn fins a la dissolució de la mateixa l'any 1950. Un dels alumnes que va tenir en aquesta darrera etapa de la seva vida musical va ser el futur intèrpret de fiscorn i compositor Joan Camps i Valentí.
Es començà a dedicar a la composició ja de molt jove, per a l'orquestrina del seu pare. Al llarg de la seva dilatada carrera musical compongué més de dos mil ballables per a orquestrina, cançons, sarsueles, sardanes i altra música per a cobla i orquestra. La seva obra més coneguda, i que hom titlla d'himne de Granollers, és el "galop" (pas-doble) A la festa, per a cobla però versionat per banda, orquestrina... La ciutat de Granollers dedicà un carrer al músic.

## Obres
(selecció)
- A la festa (1918), galop, enregistrat per la Cobla Sant Jordi al D.C. Esbart Català de Dansaires. Centenari Barcelona: Esbart Català de Dansaires, 2008; n'hi ha versió per a banda de música[3] i adaptació per a flabiol sol (Partitura). N'hi ha versió vocal amb lletra d'Antònia Abante Vilalta.
- Catalunya, pas-doble
- Espanya (1932), vals-jota
- Gitaneta hermosa, pas-doble
- Juana de Arco, marxa de cercavila
- Música de besos, ballable per a orquestra, enregistrat en disc de 78 r.p.m.[4]
- Pasqua Triomfant (1975), havanera
- Toc de festa, galop

### Sardanes
- Amor a la pàtria
- L'aplec de l'ermita
- Argentonina (1930)
- La batuda (1948), obligada de tenora i fiscorn
- La bona nova
- El camí del cel (1905), primera sardana
- Cap a la serra (1929)
- Comiat de festa (1931)
- Donzelles del pla
- Esclats del cor (1931)
- Escoltem al fiscorn, obligada de fiscorn
- Feta per mi (1948)
- Florida d'estels
- Fulla d'àlbum (1915)
- Joana, obligada de fiscorn
- Jorn de festa
- Lurdes de Tona (1948)
- Maricel (1909)
- La modisteta (1909)
- Moments de felicitat
- Nit ditxosa
- Niu d'amors (1906), escrita originalment per a tres gralles,[5] n'hi ha versió per a cobla. Fou enregistrada per la colla Els Vernets en el D.C. Música de gralla d'autors vuitcentistes (Barcelona: Generalitat de Catalunya, 2002 ref. DR-002).
- Pastoreta
- La puntaire (1931)
- Retorn a la pàtria
- Rosella (1906)
- Troba d'amor
- Victoriosa, enregistrada en el D.C. Músiques tossenques per la cobla La Flama de Farners (Manresa: CK Music, 2006 ref. CK-40010)
- El nostre debut i Santa Maria del Corcó, dedicades a la "Cobla Muntanyenca de l'Esquirol, harmonitzades (?) per Joan Vilà[6]